# Renate Groenewold
Renate Groenewold   (Veendam, 8 d'octubre de 1976) és una esportista dels neerlandesa que va competir en patinatge de velocitat sobre gel.
Va participar en tres Jocs Olímpics d'Hivern, obtenint dues medalles de plata en la distància de 3000 m, en Salt Lake City 2002 i en Torí 2006, i el 6è lloc en Vancouver 2010 (persecució per equips).
Va guanyar dues medalles en el Campionat Mundial de Patinatge de Velocitat sobre Gel, or al 2004 i bronze al 2001, i cinc medalles en el Campionat Mundial de Patinatge de Velocitat sobre Gel en Distància Individual entre els anys 1997 i 1999. A més, va obtenir sis medalles en el Campionat Europeu de Patinatge de Velocitat sobre Gel entre els anys 2000 i 2007.

## Palmarès internacional
| Jocs Olímpics                             | Jocs Olímpics                  | Jocs Olímpics | Jocs Olímpics         |
| Any                                       | Lloc                           | Medalla       | Prova                 |
| ----------------------------------------- | ------------------------------ | ------------- | --------------------- |
| 2002                                      | Salt Lake City ( Estats Units) | 2             | 3000 m                |
| 2006                                      | Torí ( Itàlia)                 | 2             | 3000 m                |
| Campionat Mundial                         |                                |               |                       |
| Any                                       | Lloc                           | Medalla       | Prova                 |
| 2001                                      | Budapest ( Hongria)            | 3             | Classificació general |
| 2004                                      | Hamar ( Noruega)               | 1             | Classificació general |
| Campionat Mundial en Distància Individual |                                |               |                       |
| Any                                       | Lloc                           | Medalla       | Prova                 |
| 2007                                      | Salt Lake City ( Estats Units) | 2             | 3000 m                |
| 2007                                      | Salt Lake City ( Estats Units) | 2             | Persecució per equips |
| 2008                                      | Nagano ( Japó)                 | 1             | Persecució per equips |
| 2009                                      | Richmond ( Canadà)             | 1             | 3000 m                |
| 2009                                      | Richmond ( Canadà)             | 2             | Persecució per equips |
| Campionat Europeu                         |                                |               |                       |
| Any                                       | Lloc                           | Medalla       | Prova                 |
| 2000                                      | Hamar ( Noruega)               | 3             | Classificació general |
| 2002                                      | Erfurt ( Alemanya)             | 3             | Classificació general |
| 2003                                      | Heerenveen ( Països Baixos)    | 3             | Classificació general |
| 2004                                      | Heerenveen ( Països Baixos)    | 3             | Classificació general |
| 2006                                      | Hamar ( Noruega)               | 2             | Classificació general |
| 2007                                      | Collalbo ( Itàlia)             | 3             | Classificació general |